# Pteroeides griseum
La pennatula bianca (Pteroeides griseum (Bohadsch, 1761)) è un ottocorallo della famiglia Pennatulidae.

## Descrizione
A forma di piuma come tutte le pennatule, il peduncolo basale è di colore arancio mentre i polipi sono bianchi. Lunga fino a 30 centimetri. 

## Biologia
Sebbene sia rara tra gli octocoralli, in questa specie sono stati segnalati fenomeni di bioluminescenza.

## Distribuzione e habitat
Abbastanza rara, reperibile nel Mar Mediterraneo su fondali mobili da 30 a 250 metri di profondità.